# Hobart Cavanaugh
Hobart Cavanaugh (Virginia City, 22 settembre 1886 – Woodland Hills, 26 aprile 1950) è stato un attore statunitense.

## Filmografia parziale
- Pescicani - Contrabbando giallo (I Cover the Waterfront), regia di James Cruze (1933)
- Private Detective 62, regia di Michael Curtiz (1933)
- The Mayor of Hell, regia di Archie Mayo (1933)
- Mary Stevens, M.D., regia di Lloyd Bacon (1933)
- Goodbye Again, regia di Michael Curtiz (1933)
- Havana Widows, regia di Ray Enright (1933)
- La moglie è un'altra cosa (Moulin Rouge), regia di Sidney Lanfield (1934)
- L'imprevisto (Hi, Nellie!), regia di Mervyn LeRoy (1934)
- I've Got Your Number, regia di Ray Enright (1934)
- Jimmy il gentiluomo (Jimmy the Gent), regia di Michael Curtiz (1934)
- Un eroe moderno (A Modern Hero), regia di G. W. Pabst (1934)
- The Key, regia di Michael Curtiz (1934)
- Madame du Barry (Madame DuBarry), regia di William Dieterle (1934)
- Housewife, regia di Alfred E. Green (1934)
- Il selvaggio (Bordertown), regia di Archie Mayo (1935)
- Don't Bet on Blondes, regia di Robert Florey (1935)
- Broadway Gondolier, regia di Lloyd Bacon (1935)
- We're in the Money, regia di Ray Enright (1935)
- Page Miss Glory, regia di Mervyn LeRoy (1935)
- Sogno di una notte di mezza estate (A Midsummer Night's Dream), regia di Max Reinhardt (1935)
- Capitan Blood (Captain Blood), regia di Michael Curtiz (1935)
- Il battello pazzo (Steamboat Round the Bend), regia di John Ford (1935)
- Una moglie ideale (The Lady Consents), regia di Stephen Roberts (1936)
- Gelosia (Wife vs. Secretary), regia di Clarence Brown (1936)
- Mogli di lusso (The Golden Arrow), regia di Alfred E. Green (1936)
- Caino e Adele (Cain and Mabel), regia di Lloyd Bacon (1936)
- Tre ragazze in gamba (Three Smart Girls), regia di Henry Koster (1936)
- The Great O'Malley, regia di William Dieterle (1937)
- La chiave misteriosa (Night Key), regia di Lloyd Corrigan (1937)
- Cowboy from Brooklyn, regia di Lloyd Bacon (1938)
- Zenobia, regia di Gordon Douglas (1939)
- La rosa di Washington (Rose of Washington Square), regia di Gregory Ratoff (1939)
- That's Right - You're Wrong, regia di David Butler (1939)
- The Great Plane Robbery, regia di Lewis D. Collins (1940)
- I pascoli dell'odio (Santa Fe Trail), regia di Michael Curtiz (1940)
- I cavalieri del cielo (I Wanted Wings), regia di Mitchell Leisen (1941)
- Horror Island, regia di George Waggner (1941)
- Skylark, regia di Mark Sandrich (1941)
- Il magnifico fannullone (The Magnificent Dope), regia di Walter Lang (1942)
- Forzate il blocco (Stand By for Action), regia di Robert Z. Leonard (1942)
- La città rubata (The Kansan), regia di George Archainbaud (1943)
- Sweet Rosie O'Grady, regia di Irving Cummings (1943)
- Jack London, regia di Alfred Santell (1943)
- Kismet, regia di William Dieterle (1944)
- Don Juan Quilligan, regia di Frank Tuttle (1945)
- L'angelo nero (Black Angel), regia di Roy William Neill (1946)
- Fiore selvaggio (Driftwood), regia di Allan Dwan (1947)
- Up in Central Park, regia di William A. Seiter (1948)
- Lettera a tre mogli (A Letter to Three Wives), regia di Joseph L. Mankiewicz (1949)